# Serra do Pancas
Serra do Pancas är en ås i Brasilien.   Den ligger i delstaten Espírito Santo, i den sydöstra delen av landet, 800 km öster om huvudstaden Brasília.
Omgivningarna runt Serra do Pancas är huvudsakligen savann. Runt Serra do Pancas är det ganska glesbefolkat, med 34 invånare per kvadratkilometer.